# 赖特·伊尔迪科
赖特·伊尔迪科（匈牙利語：Rejtő Ildikó，1937年5月11日—），匈牙利女子击剑运动员。她曾代表匈牙利参加1960年、1964年、1968年、1972年和1976年夏季奥林匹克运动会击剑比赛，共获得二枚金牌、三枚银牌和二枚铜牌。